# Auchmis mongolica
Auchmis mongolica là một loài bướm đêm trong họ Noctuidae.